# Alessio Bruschi
Alessio Bruschi (Florence, 19 november 1981) is een Italiaanse golfprofessional. Hij speelt sinds 2006 op de Europese Challenge Tour.

## Amateur

### Gewonnen
- 2002: NK Matchplay

## Professional
Bruschi had als amateur handicap +3 toen hij in 2003 professional werd. Hij begon op de Alps Tour waar hij in 2004 het Gosser Open won. In 2004 behaalde hij drie top-10 plaatsen. Sinds 2006 speelt hij op de Challenge Tour.

In 2007 werd hij gedeeld 6de op de Dutch Futures op Houtrak, winnaar was toen Peter Whiteford.
Bruschi ging in 2012 naar de Tourschool en eindigde Stage 1 in Bogogno met -5 op de 10de plaats. In 2013 ging hij weer naar Bogogno en stond hij na ronde 1 en 2 aan de leiding.  

### Gewonnen
Alps Tour
- 2004: Gösser Open